# Igreja Católica e saúde

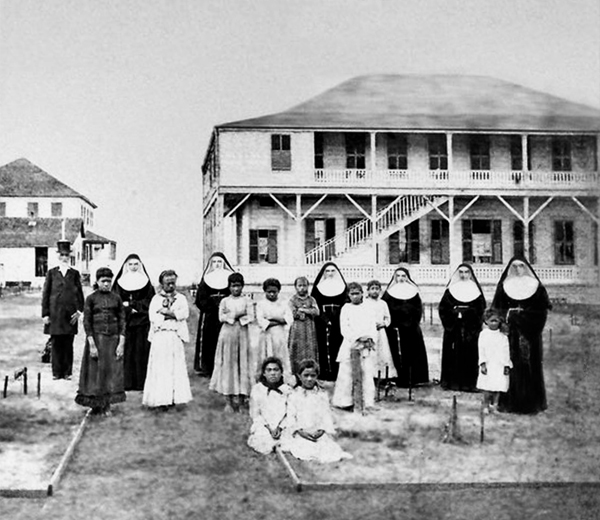
Marianne Cope e outras Irmãs de São Francisco com as filhas de pacientes leprosos, no Hospital Kakaʻako, Havaí, 1886. A Igreja Católica fundou muitos dos hospitais modernos do mundo.

A Igreja Católica é a maior provedora de serviços de saúde não governamentais do mundo. Ela possui cerca de 18.000 clínicas, 16.000 casas para idosos e pessoas com necessidades especiais, e 5.500 hospitais, sendo 65% deles localizados em países em desenvolvimento. Em 2010, o Pontifício Conselho para a Pastoral no Campo da Saúde declarou que a Igreja administra 26% das instalações de saúde do mundo. O envolvimento da Igreja nos cuidados de saúde tem origens antigas.
Jesus Cristo, que a Igreja considera seu fundador, instruiu seus seguidores a curar os doentes. Os primeiros cristãos eram conhecidos por cuidar dos enfermos e debilitados, e a ênfase cristã na caridade prática deu origem ao desenvolvimento da enfermagem sistemática e dos hospitais. A influente Regra de São Bento afirma que "o cuidado dos doentes deve ser colocado acima e antes de qualquer outro dever, como se de fato Cristo estivesse sendo diretamente servido ao cuidar deles". Durante a Idade Média, mosteiros e conventos eram os principais centros médicos da Europa, e a Igreja desenvolveu uma versão primitiva de um estado de bem-estar social. As escolas catedrais evoluíram para uma rede bem integrada de universidades medievais, e cientistas católicos (muitos deles clérigos) fizeram várias descobertas importantes que ajudaram no desenvolvimento da ciência e da medicina modernas.
Alberto Magno (1206–1280) foi um pioneiro na pesquisa biológica de campo e é um santo da Igreja Católica; Desidério Erasmo (1466–1536) ajudou a reviver o conhecimento da medicina grega antiga, papas renascentistas frequentemente foram patronos do estudo da anatomia, e artistas católicos como Michelangelo avançaram o conhecimento da área através de desenhos de cadáveres. O jesuíta Athanasius Kircher (1602–1680) foi o primeiro a propor que seres vivos entram e existem no sangue (um precursor da teoria dos germes). O agostiniano Gregor Mendel (1822–1884) desenvolveu pela primeira vez teorias sobre genética. À medida que o catolicismo se tornou uma religião global, ordens católicas, bem como religiosos e leigos, estabeleceram centros de saúde ao redor do mundo. Institutos religiosos femininos, como as Irmãs da Caridade, Irmãs da Misericórdia e Irmãs de São Francisco, abriram e operaram alguns dos primeiros hospitais gerais modernos.
Embora a priorização da caridade e da cura pelos primeiros cristãos tenha criado o hospital, seu foco espiritual tendia a implicar "a subordinação da medicina à religião e do médico ao sacerdote". "Física e fé", escreveu o historiador da medicina Roy Porter, "embora geralmente complementares... às vezes se enredavam em disputas de fronteira". De forma semelhante, nos tempos modernos, a posição moral da Igreja contra a contracepção e o aborto tem sido fonte de controvérsia. A Igreja, embora seja uma das principais provedoras de cuidados de saúde para portadores de HIV/AIDS e de orfanatos para crianças indesejadas, tem sido criticada por se opor ao uso de preservativos. Devido à crença católica na santidade da vida desde a concepção, a fertilização in vitro (FIV), que leva à destruição de muitos embriões, a barriga de aluguel, que depende da FIV, e a pesquisa com células-tronco embrionárias, que necessita da destruição de embriões, estão entre outras áreas controversas para a Igreja na prestação de cuidados de saúde.

## Fundamento teológico:euntes docete et curate infirmos

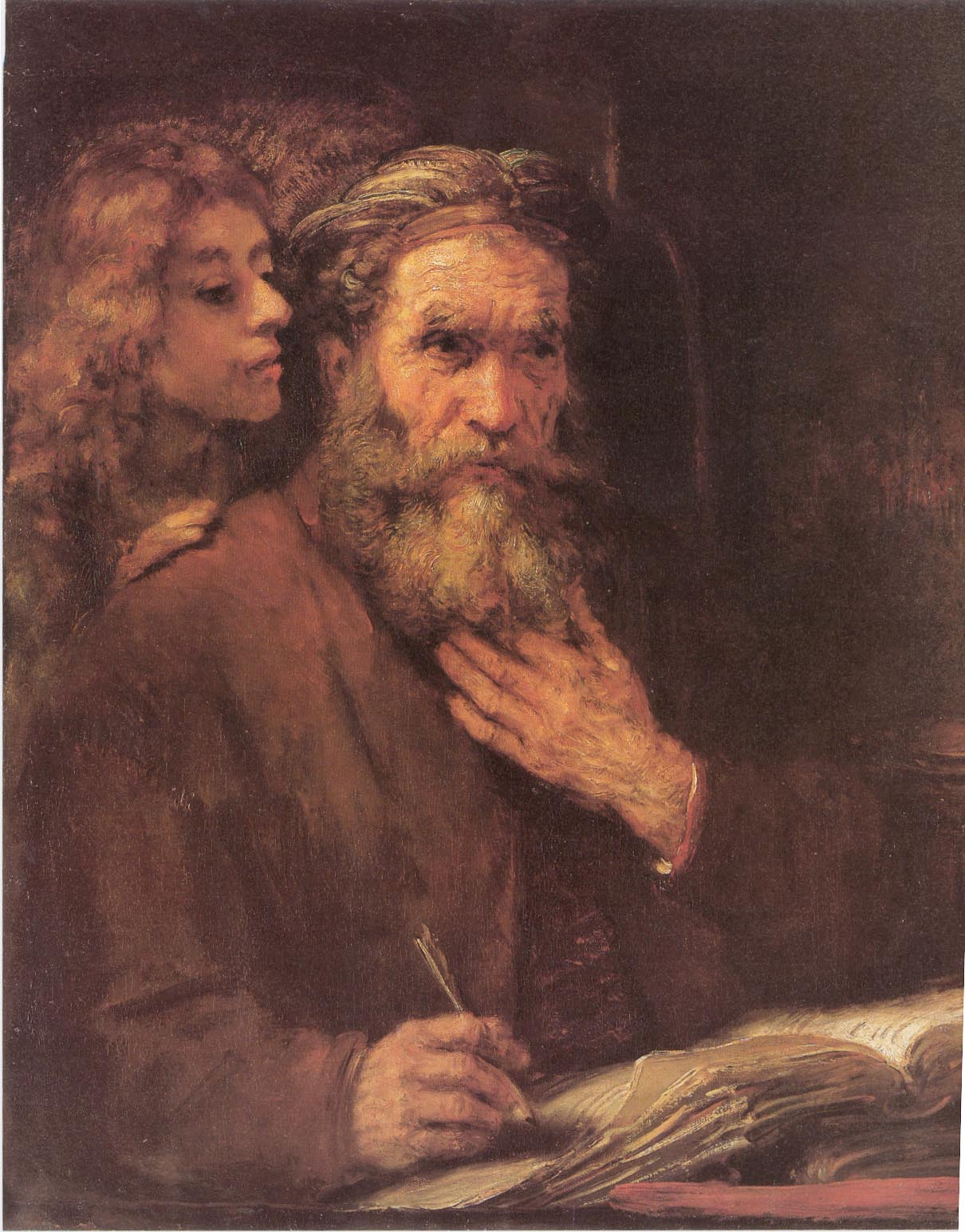
"São Mateus Evangelista e um Anjo", 1661, por Rembrandt. São Mateus, um dos autores do Novo Testamento, escreveu que Jesus queria que seus seguidores cuidassem dos doentes.

A doutrina social da Igreja Católica incentiva a preocupação com os doentes. Jesus Cristo, que a Igreja reconhece como seu fundador, deu ênfase especial ao cuidado com os enfermos e marginalizados, como os leprosos. Segundo o Novo Testamento, Ele e seus Apóstolos andavam curando os doentes e realizando a unção dos enfermos. De acordo com a Parábola das Ovelhas e Bodes, encontrada em Mateus 25, Jesus se identificava tão profundamente com os doentes e aflitos que afirmou que servir a eles era como servi-lo diretamente:

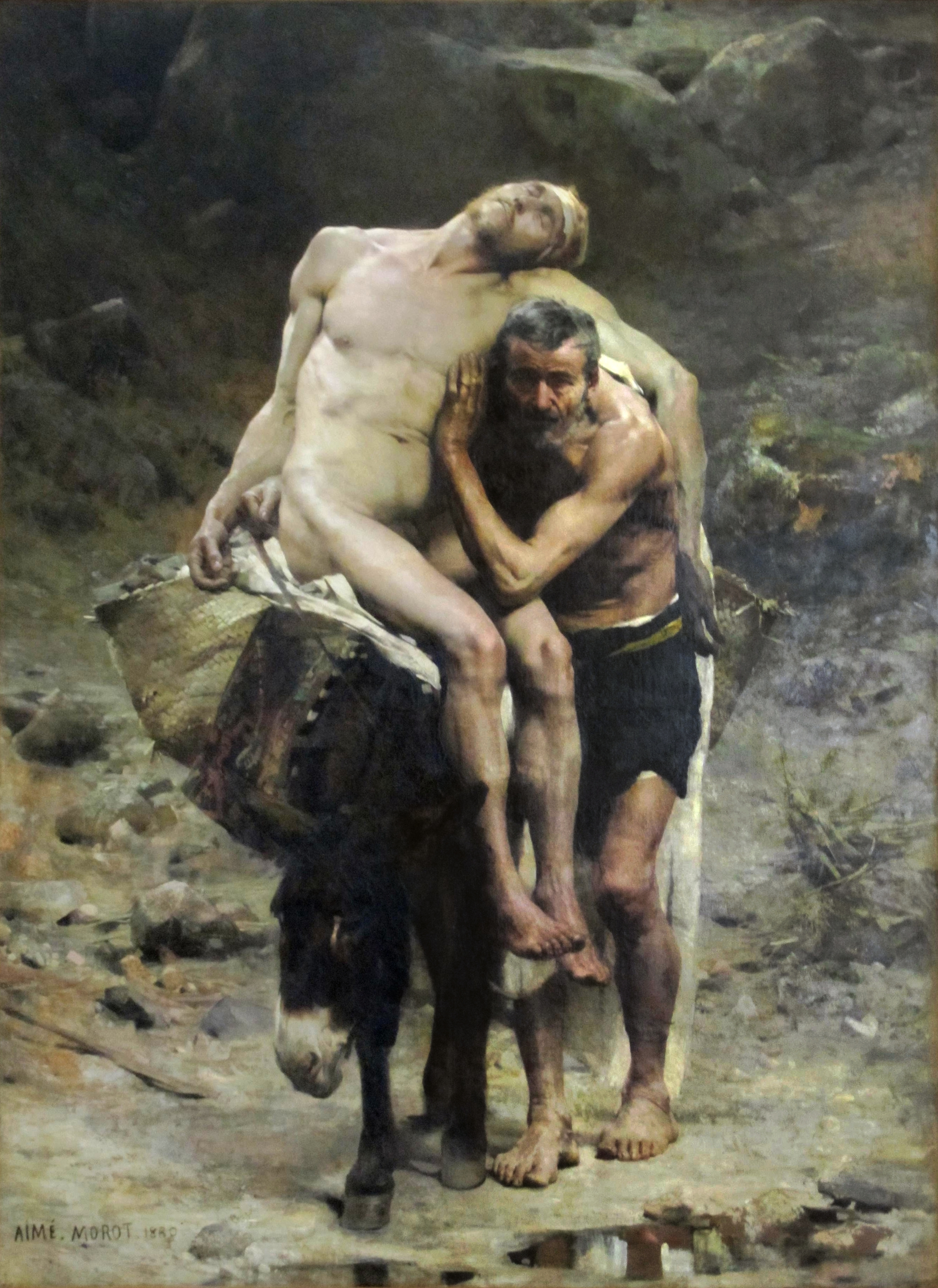
O Bom Samaritano de Aimé Morot (1880) ilustra a Parábola do Bom Samaritano de Jesus contada em Lucas.

Em uma apresentação na vigésima sétima conferência internacional de 2013, o presidente do Pontifício Conselho para a Pastoral no Campo da Saúde, Zygmunt Zimowski, declarou: "A Igreja, obedecendo ao mandato de Jesus, Euntes docete et curate infirmos (Mt 10,6-8: Ide, pregai e curai os doentes), ao longo de sua história de dois mil anos, sempre cuidou dos enfermos e dos que sofrem."
Em discursos como o Sermão da Montanha e em parábolas como a do Bom Samaritano, Jesus convocou seus seguidores a adorar a Deus (cf. Romanos 12,1-2) por meio do cuidado ao próximo: os doentes, famintos e pobres. Esses ensinamentos formaram a base do envolvimento da Igreja Católica na fundação de hospitais e no cuidado com a saúde.
Segundo James Joseph Walsh, escrevendo para a Enciclopédia Católica:
A Regra de São Bento, que influenciou a proliferação de hospitais medievais fundados pela Igreja, ordena que "o cuidado dos enfermos deve ser colocado acima e antes de qualquer outro dever, como se de fato Cristo estivesse sendo diretamente servido através do atendimento a eles".

## Santos padroeiros

### Médicos
Há vários santos padroeiros dos médicos, entre os quais se destacam São Lucas Evangelista, médico e discípulo de Cristo; os Santos Cosme e Damião, médicos do século III originários da Síria; e São Pantaleão, médico do século IV de Nicomédia. O Arcanjo Rafael também é considerado padroeiro dos médicos.

### Cirurgiões
Os santos padroeiros dos cirurgiões incluem São Lucas Evangelista, médico e discípulo de Cristo; os Santos Cosme e Damião (médicos do século III da Síria); São Quintino (santo do século III da França); São Foilano (santo do século VII da Irlanda) e São Roque (santo do século XIV da França).

### Enfermeiros
Vários santos católicos são considerados padroeiros da enfermagem: Santa Águeda, Santo Aleixo, São Camilo de Léllis, Santa Catarina de Alexandria, Santa Catarina de Siena, São João de Deus, Santa Margarida de Antioquia, São Martinho de Porres e o Arcanjo Rafael.